# Emilio Nicola Buccico
Emilio Nicola Buccico (Matera, 28 dicembre 1940) è un avvocato e politico italiano.

## Biografia
Nel 2002 viene componente laico del Consiglio Superiore della Magistratura con 660 voti in quota Alleanza Nazionale (AN), risultando il più votato.
Eletto Senatore nella XV legislatura (2006-2008) per AN, è membro della Commissione Giustizia e Commissione Antimafia.
Ha ricoperto il ruolo di presidente del Consiglio dell'Ordine degli avvocati di Matera e presidente del Consiglio Nazionale Forense.
È stato sindaco di Matera dal 12 giugno 2007 al 26 ottobre 2009.